# 1872 en arts plastiques
| Années des arts plastiques : 1869 - 1870 - 1871 - 1872 - 1873 - 1874 - 1875    |
| Décennies des arts plastiques : 1840 - 1850 - 1860 - 1870 - 1880 - 1890 - 1900 |

Cette page concerne l'année 1872 en arts plastiques.

## Événements
- 15 août - 3 novembre : ouverture du Salon de Bruxelles de 1872[1].
- 24 novembre : le peintre verrier Charles Maréchal quitte Metz pour fonder l'atelier de Salvanges à Bar le Duc[2].

## Œuvres

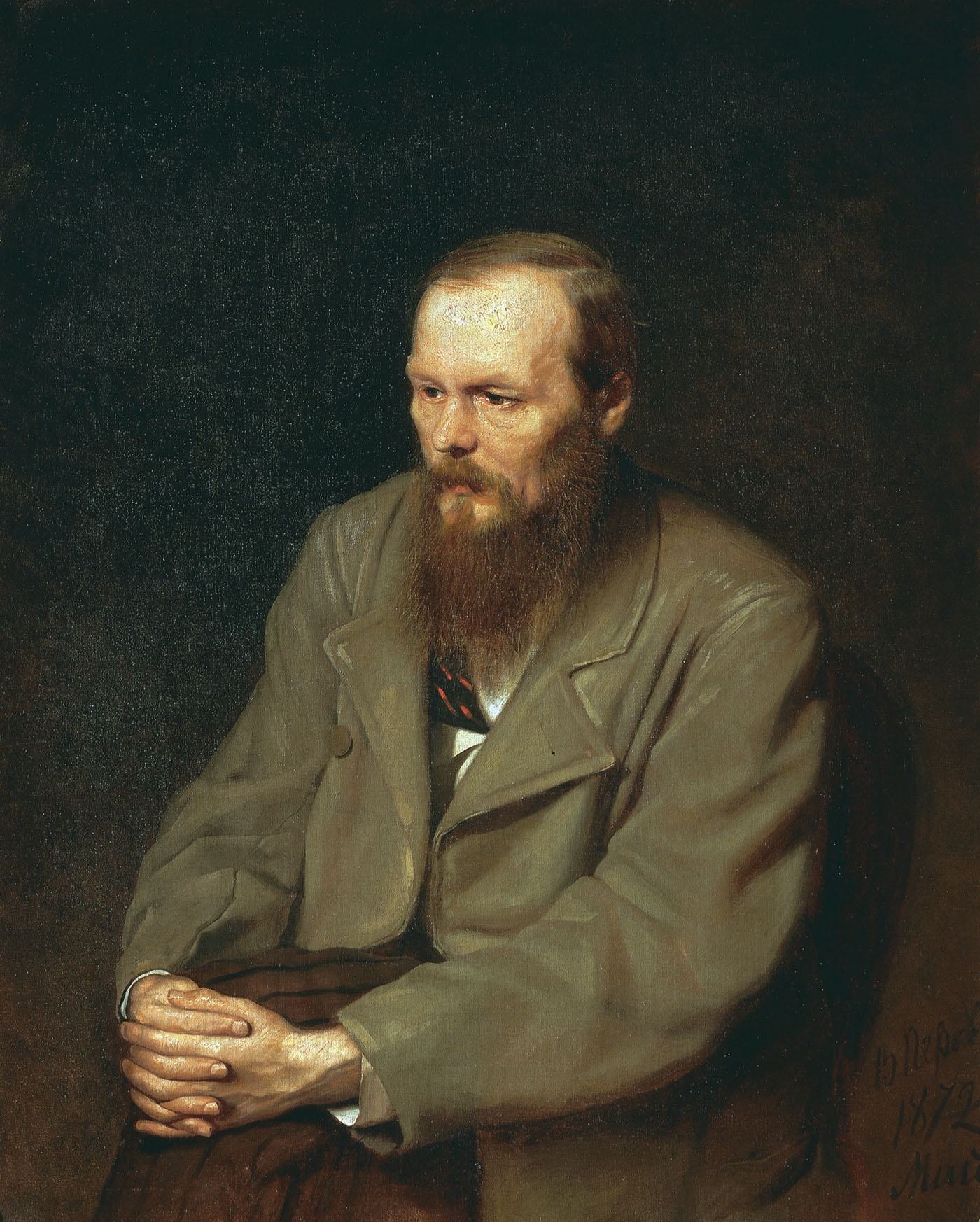
Fiodor Dostoïevski, par Vassili Perov, 1872.

- 1867-1872 :  Le Christ quittant le prétoire, huile sur toile de Gustave Doré.
- Le Pont-Neuf, tableau d'Auguste Renoir.
- Impression, soleil levant, tableau de Claude Monet.
- American Progress de John Gast.
- Port-Marly, gelée blanche, huile sur toile d'Alfred Sisley.

## Naissances
- 2 janvier : Hildur Hult, peintre suédoise († 8 avril 1904),
- 3 janvier : Alfred Eberling, peintre, graveur et photographe polonais puis soviétique († 18 janvier 1951),
- 4 janvier : Matija Jama, peintre serbe puis yougoslave († 6 avril 1947),
- 7 janvier : Michel-Auguste Colle, peintre français († 15 septembre 1949),
- 20 janvier : Ștefan Popescu, peintre, dessinateur et graveur roumain († 1948),
- 24 janvier : Constantin Bogaïevski, peintre russe puis soviétique († 17 février 1943),
- 27 janvier :
  - Paul Antoine Hallez, peintre français († 7 octobre 1965),
  - Etienne Mondineu, peintre français († 28 juillet 1940),
- 29 janvier : Sosthène Weis, architecte et peintre luxembourgeois († 28 juillet 1941),
- 2 février : Valentin Sellier, peintre français († septembre 1932),
- 4 février : Octav Băncilă, peintre roumain († 3 avril 1944),
- 5 février : René Leverd, aquarelliste, affichiste et illustrateur français († 30 mai 1938),
- 11 février : Amédée Féau, peintre, graveur et illustrateur français († 19 septembre 1952),
- 13 février : Léon Schulz, peintre, graveur, illustrateur, aquarelliste et sculpteur français († 19 novembre 1969),
- 15 février : Edgard Bouillette, peintre français († 5 septembre 1960),
- 3 mars : Vilhelms Purvītis, peintre letton († 14 janvier 1945),
- 6 mars : Michel Simonidy, peintre, illustrateur, décorateur et affichiste roumain († 7 février 1933),
- 7 mars :
  - Louis Jourdan, peintre français († 3 mai 1948),
  - Piet Mondrian, peintre néerlandais († 1er février 1944),
- 14 mars :
  - Oleksa Novakivskyi, professeur d'art et peintre russe puis soviétique († 29 août 1935),
  - Émile Vernon, peintre français († 31 janvier 1920),
- 17 mars :
  - Victor-Oscar Guétin, peintre français († 1er novembre 1916),
  - Ivan Nikolaïevitch Pavlov, graveur et peintre russe puis soviétique († 30 août 1951),
- 1er avril : Henri Goussé, peintre, affichiste et illustrateur français († 22 novembre 1914),
- 24 mars : Pascal Forthuny, homme de lettres, critique d'art, sinologue, peintre et musicien français († 29 avril 1962),
- 10 avril : Hector Dumas, peintre et illustrateur français († 27 septembre 1965),
- 11 avril :
  - Romolo Bacchini, peintre, musicien, poète et réalisateur, pionnier du cinéma italien († 27 mars 1938),
  - Mary Young Hunter, peintre néo-zélandaise († 8 septembre 1947),
- 12 avril : Jeanne Bardey, sculptrice, graveuse et peintre française († 13 octobre 1954),
- 18 avril : Léon Galand, peintre et illustrateur français († 4 novembre 1960),
- 25 avril : Joseph Oberthur, peintre, dessinateur et écrivain français († 5 octobre 1956),
- 30 avril : Borghild Arnesen, peintre et orfèvre norvégienne († 2 septembre 1950),
- 11 mai : Marcel-Lenoir (Jules Oury), peintre, dessinateur, lithographe, bijoutier, enlumineur français († 6 septembre 1931),
- 14 mai : Jean-Bernard Descomps, peintre et sculpteur français († 10 août 1948),
- 17 mai : Raymond Bigot, sculpteur animalier et peintre français († 26 avril 1953),
- 24 mai : Charles Alfred Le Moine, peintre français († 24 décembre 1918),
- 27 mai : Max Touret, ingénieur et peintre français († 26 février 1963),
- 30 mai : Bronisław Gembarzewski, colonel du génie militaire polonais, peintre de bataille, historien militaire et directeur du Musée national de Varsovie et du Musée de l'Armée polonaise († 11 décembre 1941),
- 2 juin : Orneore Metelli, peintre italien († 26 novembre 1938),
- 5 juin : André Suréda, peintre, dessinateur, graveur et illustrateur français († 7 janvier 1930),
- 7 juin :
  - Rodolphe d'Erlanger, peintre et musicologue britannique († 29 octobre 1932),
  - Alfred Lévy, peintre aquarelliste français († 14 février 1965),
- 8 juin :
  - Albert Huyot, peintre français († 29 novembre 1968),
  - Léon Kamir Kaufmann, peintre polonais († 27 mai 1933),
- 21 juin : Alphonse Lalauze, peintre et illustrateur français († 26 mai 1941),
- 26 juin : Marguerite Burnat-Provins, écrivaine, peintre et dessinatrice française († 20 novembre 1952),
- 28 juin : Pierre-Louis Cazaubon, peintre décorateur français de genre, de paysages et de marine († 1950),
- 29 juin : Louis Reguin, peintre et graveur suisse († 22 décembre 1948),
- 16 juillet : Rubaldo Merello, peintre et sculpteur italien († 31 janvier 1922),
- 18 juillet : Charles Milcendeau, peintre français († 1er avril 1919),
- 29 juillet : Ernest Jean-Marie Millard de Bois Durand, peintre, aquarelliste et dessinateur français († 18 janvier 1946),
- 1er août : Henry d'Estienne, peintre français († 11 mars 1949),
- 5 août :
  - Georges Griois, peintre français († 27 novembre 1944),
  - Ermen Parini, peintre française († 4 août 1926),
- 10 août : Lucien Ott, peintre, décorateur et dessinateur d'ameublement français († 21 juin 1927),
- 16 août : Jane Atché, peintre et affichiste française († 6 février 1937),
- 18 août : René Auberjonois, peintre suisse († 11 octobre 1957),
- 21 août :
  - Aubrey Beardsley, graveur et dessinateur britannique († 15 mars 1898),
  - Venceslas Dédina, graveur, peintre et sculpteur français d'origine austro-hongroise († 24 août 1945),
- 8 septembre : Gustave Maunoir, peintre suisse († 13 avril 1943),
- 12 septembre : Lionello Balestrieri, peintre italien († 25 octobre 1958),
- 14 septembre : Laura Leroux-Revault, peintre française († juin 1936),
- 16 septembre : Károly Józsa, peintre, dessinateur graveur et illustrateur austro-hongrois († 20 août 1929),
- 17 septembre : Paul Perrelet, peintre suisse († 19 avril 1965),
- 18 septembre : Charles Atamian, peintre français d'origine arménienne († 30 juillet 1947),
- 22 septembre : Octave Denis Victor Guillonnet, peintre français († 25 septembre 1967),
- 23 septembre : Dominique Peyronnet, peintre français († 25 mars 1943),
- 24 septembre : Alexandre-Mathurin Pêche, peintre et sculpteur français († 5 avril 1957),
- 1er octobre : Boris Zvorykine, peintre, illustrateur et traducteur russe puis soviétique († 1942 ou 1945),
- 2 octobre :
  - Henri Evenepoel, peintre belge († 27 décembre 1899),
  - Camille Varlet, peintre français († 14 décembre 1952),
- 4 octobre : Ernest Legrand, sculpteur et peintre français († 26 mars 1912),
- 6 octobre : Georges Sauveur Maury, peintre français († 22 août 1960),
- 10 octobre : Auguste Brouet, dessinateur, graveur et illustrateur français († 8 novembre 1941),
- 11 octobre : Gaston Varenne, peintre, graveur et critique d'art français († 30 avril 1949),
- 13 octobre : Oszkár Glatz, peintre naturaliste hongrois († 23 février 1958),
- 2 novembre : Georges Dola, peintre français († 9 juillet 1950),
- 5 novembre :
  - Ulisse Caputo, peintre italien († 19 octobre 1948),
  - Dimitrie Hârlescu, peintre roumain († 23 novembre 1925),
- 13 novembre : Byam Shaw, peintre, illustrateur et enseignant britannique († 26 janvier 1919),
- 17 novembre : Ivan Blinov, calligraphe et peintre-miniaturiste russe puis soviétique († 8 juin 1944),
- 20 novembre : Giuseppe Boano, peintre, graveur, affichiste et illustrateur italien († 1er mai 1938),
- 27 novembre : Jean Deville, peintre français († 1951).
- 30 novembre : Achille Cattaneo,  peintre italien († 7 janvier 1931),
- 5 décembre : Gheorghe Petrașcu, peintre roumain († 1er mai 1949),
- 7 décembre : Émile Frédéric Jean Baptiste Ragot, peintre et sculpteur français († 26 mai 1942),
- 12 décembre : Heinrich Vogeler, peintre allemand († 14 juin 1942),
- 13 décembre :
  - Léopold Lelée, peintre et illustrateur français († 26 juin 1947),
  - Jan Zoetelief Tromp, peintre hollandais († 28 septembre 1947),
- 14 décembre : Philippe Pourchet,  peintre paysagiste français († 7 mars 1941),
- 15 décembre : Auguste Roubille, peintre, dessinateur, affichiste, décorateur et caricaturiste français († 6 décembre 1955),
- 16 décembre : Manuel Robbe, peintre et graveur français († 1936),
- 26 décembre : István Réti, peintre hongrois († 17 janvier 1945),
- 30 décembre : Maurice Biais, peintre, dessinateur et affichiste français († 8 avril 1926),

- ? :
  - Ottorino Andreini, peintre, illustrateur et affichiste italien († 1943),
  - Louis Ferdinand Antoni, peintre et sculpteur français († 1940),
  - Minne Bakker, peintre impressionniste néerlandais († 4 janvier 1962),
  - René Maxime Choquet, peintre et sculpteur français († 6 février 1958),
  - Marie Duret, peintre et pastelliste française († 1947),
  - Émile Vernon, peintre français († 1919).

## Décès
- 13 janvier : Hippolyte Dominique Holfeld, peintre français (° 22 novembre 1804),
- 21 janvier : Félix-Hippolyte Lanoüe, peintre paysagiste français (° 14 octobre 1812),
- 26 janvier : Jules-Antoine Droz, peintre et sculpteur français (° 12 mars 1804),
- 24 février : Auguste Salzmann, photographe français (° 14 avril 1824),
- 29 février : François Debon, peintre français (° 2 décembre 1816),
- 11 mai : Thomas Buchanan Read, poète et portraitiste américain (° 12 mars 1822),
- 10 juin : Simon Jacques Rochard, peintre français (° 28 décembre 1788),
- 11 juillet : Antonio Boldini, peintre italien (° 14 novembre 1799),
- 14 août : Maurice de Vaines, peintre français (° 2 mars 1815),
- 19 août : Albert de Balleroy, peintre français (° 15 août 1828),
- 16 septembre : Edme-Jean Pigal, peintre de genre, dessinateur, graveur et lithographe français (° 2 février 1798),
- 12 octobre : Pierre-Roch Vigneron, graveur et peintre français (° 16 août 1789),
- 5 novembre : Thomas Sully, peintre américain (° 9 juin 1783),
- 25 novembre : Ange-Louis Janet, peintre, illustrateur, lithographe et graveur français (° 26 novembre 1811),
- 30 novembre : Polyclès Langlois, graveur, dessinateur et peintre français (° 29 septembre 1814),
- 14 décembre :
  - Pierre Adrien Graillon, sculpteur, dessinateur, peintre, lithographe et écrivain français (° 19 septembre 1807),
  - John Frederick Kensett, peintre et graveur américain (° 22 mars 1816),
- 21 décembre : Robert Scott Duncanson, peintre américain et canadien (° 1821),
- 22 décembre :
  - Jakob Becker, peintre, graveur et lithographe allemand (° 15 mars 1810),
  - Charles de Tournemine, peintre orientaliste et paysagiste français (° 25 octobre 1812),
- 23 décembre : George Catlin, peintre américain (° 26 juillet 1796),
- Johann Gottlieb Wenig, peintre russe (° 30 juillet 1837).